# Большой Кундыш (деревня)
Большой Кундыш (горномар. Кого Кундыш) — деревня в Килемарском районе Республики Марий Эл. Входит в состав городского поселения Килемары.

## География
Находится в западной части республики Марий Эл на расстоянии менее 1 км по прямой на запад от районного центра посёлка Килемары.

## История
Образована в начале 1920-х годов переселенцами из Вятской области. В советское время работали колхозы «Новая жизнь» и «Пробуждение». Ныне в деревне проживают люди пенсионного возраста, занимаются приусадебным хозяйством.

## Население
Население составляло 27 человека (русские 89 %) в 2002 году, 45 в 2010.